# مصباح‌الهدایه
مصباح الهدایه و مفتاح الکفایه مشهور به مصباح‌الهدایه (به معنی چراغ راهنما) کتاب مهم عرفانی از عزالدین محمود کاشانی که صاحب‌نظران زیادی بر آن شرح نوشته یا براساس آن، آموزه‌های عرفانی مکاتب عرفانی نظری یا سلوک عملی شکل گرفته است.

## باب‌ها و فصل‌های کتاب
کتاب مصباح‌الهدایه مشتمل بر ده باب است و هر بابی ده فصل دارد که در مجموع یکصد فصل دارد. ابواب دهگانهٔ کتاب عبارت‌اند از:
«اعتقادات، علوم، معارف، اصطلاحات صوفیان، مستحسنات متصوفه، آداب، اعمال، اخلاق، مقامات، احوال»
به طوری که از فهرست مطالب و باب‌ها و فصل‌های کتاب مشخص است، نگارنده در این کتاب از نخستین پایه دین که اعتقاد به وجود خالق و توحید است، تا آخرین مقام و منزل سالکان که مرتبه فنا فی الله و بقا بالله و حال اتصال است، تمام مراحل را به همراه مسایل اعتقادی و اصول و فروع دین و آداب و رسوم، شرح داده، که در نوع خود در میان کتب فارسی قدیم، همتا ندارد.
این کتاب توسط جلال‌الدین همایی در سال ۱۳۲۵ خورشیدی تصحیح شده است.
هم چنین این کتاب را عماد فقیه کرمانی شاعر مشهور، در اثرش طریقت نامه در حدود ۲۷۷۰ بیت، به نظم درآورده است.
نسخه قدیم صحیحی از طریقت نامه به خط عبدالحق بن محمدبن خلیل معروف به رضی قزوینی در بغداد (در تاریخ ۷۹۴ ق) نوشته شده و در کتابخانه مجلس شورای ملی موجود است و با این بیت آغاز می‌شود:
| بنام آنکه جان را دانش آموخت |  | به نور عقل شمع دل برافروخت |

و در این بیت به نام کتاب تصریح می‌کند.
این مثنوی را عماد فقیه کرمانی در حدود چهل سالگی به نام امیر مبارزالدین محمدبن مظفر (۷۶۵–۷۱۳ ق) سروده است.
| چهل سالم بفضل ایزد چنان داشت |  | که بادا چشم بد از دولتش دور |
| محمد خسرو غازی منصور         |  | که بادا چشم بد از دولتش دور |

در مقدمه این منظومه تصریح می‌کند که مصباح الهدایه را نظم کرده و از عوارف المعارف و کتاب التعرف لمذهب التصوف مطالبی بر آن افزوده و منظومه خود را همچون مصباح الهدایه به ۵ باب و هر بابی ده فصل مرتب ساخته است.